# しゅごキャラ! あむのにじいろキャラチェンジ
『しゅごキャラ! あむのにじいろキャラチェンジ』は、コナミデジタルエンタテインメントが開発し、2008年11月6日に発売したニンテンドーDS用アドベンチャーゲームである。

## 概要
しゅごキャラ!のDSゲーム第2弾である。前作同様、本編のゲーム内容は恋愛シミュレーションゲーム風の、相手との親密度（作中では「なかよし度」と表記）を上げて楽しむタイプのゲームとなっている。親しくなることが可能なキャラクターは、前作では異性のみに限られていたが、本作では同性キャラクターとも仲良くなることが可能となっている。
本作の舞台設定は、二階堂とスゥが親密な関係となり、なでしこが海外にいることや既にダイヤが登場しているなど、アニメ版でいうところの第27話以降となっている。
作品タイトルが示すように、主人公は様々なしゅごキャラとのキャラチェンジが行えるようになっている。アニメで実現していないしゅごキャラとのキャラチェンジも本作では実現されており、これが本作の売りとなっている。
なお、本作の発売に合わせて、コナミの公式サイトでは登場キャラクターたちの人気投票が行われていた。それによると、しゅごキャラ部門の1位はダイヤ、キャラクター部門の1位はあむであった。

## あらすじ
ある日、ロイヤルガーデンにガーディアン達が招集される。招集を掛けた唯世曰く、3ヵ月後に行われるガーディアン主催の催し物についての案があるという。その案とは、一番の友達同士を決めるイベント「ベストフレンドコンテスト」を開催することであった。2人1組で申し込み、催し物に集まった人たちの投票によってベストフレンドを決めるというもので、このコンテストを通じて自分の中の大切な人を見つめなおしてもらうことが狙いだという。
主人公のあむは、ベストフレンドコンテストに参加しようと考える。そしてコンテスト開催までの3ヶ月間、放課後や週末の友達とのお出かけ（デート）、テスト、試合などを通じて、自分の中の大切な人を見つめなおしていく。

## 登場キャラクター
本作に登場するキャラクターはいずれも、しゅごキャラ!アニメ版に登場するキャラクターである。キャラクター設定、担当声優などもアニメ版（前述の舞台設定）と同じである。そのため、本節では本作固有の情報を記すこととし、その他の情報はしゅごキャラ!の登場人物に解説を譲ることとする。
なお、以下に示されている名前はいずれも本来の漢字表記としているが、本作中ではプレイ対象年齢層を考慮し、一部の漢字はエンディングロールも含めてひらがな表記、あるいは代替名表記となっている。

### 主人公としゅごキャラたち
日奈森 亜夢（ひなもり あむ）、ラン、ミキ、スゥ、ダイヤ

### 仲良し対象キャラクターとしゅごキャラたち
以下は、ゲーム開始時点から登場しているキャラクターである。
辺里 唯世（ほとり ただせ） 、キセキ
結木 やや（ゆいき -）、ぺぺ
真城 りま（ましろ -）、クスクス
三条 海里（さんじょう かいり）、ムサシ
以下は、ゲームの進行によって登場するキャラクターである。一部のキャラクターは主人公のパラメータによって解禁されるようになっており、現在解禁条件は公開されている。なお、一度解禁されたキャラクターは、次以降のプレイにおいては、解禁条件を満たさなくともプレイ初期から登場するようになっている。
二階堂 悠（にかいどう ゆう）
1ヶ月目の25日、テストの前日に登場する。
相馬 空海（そうま くうかい）、ダイチ
藤咲 なでしこ、てまり
藤咲 なぎひこ（ふじさき -）
なでしことなぎひこは、別人として扱われており、仲良し対象キャラクターとしても別人扱いである。
月詠 幾斗（つきよみ いくと）、ヨル
天河 司（あまかわ つかさ）
作中では管理人さんと表記されている。

### その他のキャラクター
三条 ゆかり（さんじょう -）
山吹 沙綾（やまぶき さあや）
日奈森 亜実（ひなもり あみ）
鈴木 誠一郎（すずき せいいちろう）
ほしな 歌唄（- うたう）、イル、エル

## ゲームシステム
本作においては、操作はタッチスクリーンへのタッチ操作、もしくはボタンによって行われる。画面上に表示される選択肢をタッチすることで行動を選択することができるほか、十字キーによって選択した後にAボタンで決定することも可能である。

### あむちゃんとあそぼう!
本作の本編となるゲームである。本編の進行は、マップシステム（作中表記では「ポイントマップ」）を用いた恋愛シミュレーションゲーム風の内容となっている。特定キャラクターとの「なかよし度」を上昇させ、そのキャラクターと「ベストフレンドコンテスト」に参加して優勝、そしてそこに辿り付くまでの日常を楽しむ内容となっている。
ゲーム期間は3ヶ月。ゲーム期間中に「テスト」（勉強のテストという意味合い）と「しあい」（運動部の試合に助っ人的に参加するという意味合い）が2回ずつ行われ、最終日に「ベストフレンドコンテスト」が開催される。
本作における主人公のパラメータは以下の通りである。
| パラメータ名 | 数値範囲 | 初期値  | 備考 |
| ------------ | -------- | ------- | --- |
| やるき       | 0 - 999  | 500     | 行動可能量を示す。「べんきょう」「うんどう」を行うことで減少し、「きゅうけい」を行うことで回復する。なお、0になると強制的に3日間行動不能となり、その後、やるきは一定量まで回復する。 |
| かしこさ     | 0 - 999  | 100     | 学力的な賢さを示す。一部のキャラクターは、このパラメータ値が一定以上に達するまでは登場しない。また、一部のキャラクターは、このパラメータ値が一定以上に達することで「なかよし度」上昇イベントが発生する際の上昇量を増やす効果が得られる。                                                       |
| たいりょく   | 0 - 999  | 100     | 運動能力全般を示す。一部のキャラクターは、このパラメータ値が一定以上に達するまでは登場しない。また、一部のキャラクターは、このパラメータ値が一定以上に達することで「なかよし度」上昇イベントが発生する際の上昇量を増やす効果が得られる。                                                       |
| おしゃれ     | 100      | 0 - 999 | おしゃれ度を示す。このパラメータは、着ている衣装によって決定される。一部のキャラクターは、このパラメータ値が一定以上に達するまでは登場しない。また、一部のキャラクターは、このパラメータ値が一定以上に達することで「なかよし度」上昇イベントが発生する際の上昇量を増やす効果が得られる。       |
| コイン       | 0 -      | 0       | 衣装購入に必要となる貨幣である。「×たまがり」や、しゅごキャラとミニゲーム「あそぶ」を行うことで入手可能である。 |
| なかよし度   | 0 - 100  | 0       | 10人の仲良し対象キャラクター個別に設けられている。この数値が高いほど、ベストフレンド足り得る関係であることを示しており、本編クリアにおいて重要なパラメータである。なお、ベストフレンドとしてクリア済みのキャラクターは、名前の左にハートマーク（マークの上には「クリア」と表示）が付与される。 |
| クリア回数   | 0 -      | 0       | トータルのクリア回数を示し、クリアのたびに1加算されていく。 |

ゲーム内容は平日と休日（土日）に分けられる。平日は「校舎」での行動選択と「放課後」の行動選択（各1日1回）が可能となっている。但し、「テスト」「しあい」がある日は、それらのイベントに強制参加となるため、「校舎」での行動選択は行えない。休日は「きせかえ」（何度でも可能、選択しなくともよい）の後、「休日」の行動選択（1日1回）が可能となっている。
平日の「校舎」での行動選択は、基本的なパラメータを向上させるための行動選択となっている。以下の中からいずれかを選択することが可能である。
- べんきょう - 「かしこさ」を上昇させることができる。代償として「やるき」「たいりょく」が若干減少する。
- うんどう - 「たいりょく」を上昇させることができる。代償として「やるき」「かしこさ」が若干減少する。
- あそぶ - ミニゲームをプレイすることができ、成績に応じて「コイン」が入手可能となっている。ミニゲームの内容は後述。また、「あそぶ」を何度も行うことで、後述の「×たまがり」において、強力な攻撃手段である「キャラなり」の発生率が高まるようになっている。
- きゅうけい - 「べんきょう」「うんどう」を行うと「やるき」が減少する。「きゅうけい」を選択することで、減少した「やるき」を回復させることができる。なお、「やるき」が0に達すると、3日間行動不能となる。

平日の「放課後」の行動選択は、マップシステムを用いた「なかよし度」を向上させるための行動選択となっている。選択肢となる場所は、学園および自宅付近の8箇所。場所には事前に、遭遇する仲良し対象キャラクターが顔アイコンとして表示されている。顔アイコンが表示されていない場所を選択した場合は、単にしゅごキャラに遭遇する場合もあれば、仲良し対象キャラクターに遭遇する場合もある。顔アイコンの有無に関わらず、仲良し対象キャラクターに遭遇した場合は、そのキャラクターとのイベントとなり、イベント中に表示される選択「キャラチェンジチャンス」の選択によって、そのキャラクターの「なかよし度」が増減する。なお、「×たま」アイコンが表示されている場合がある。この場合はその場所を選択すると「×たまがり」に突入することになる。
キャラクターとのイベントの大半には、「キャラチェンジチャンス」が設けられている。この際、キャラチェンジするかしないかを選択可能となっており、キャラチェンジする場合はそのシチュエーションにふさわしいしゅごキャラとのキャラチェンジが行える。また、制限時間以内に選択を行わない場合、その場にいるしゅごキャラの中からランダムにしゅごキャラ相手が決定される。ランダムにしゅごキャラ相手が決定されることにより、アニメでキャラチェンジしたことのない相手とのキャラなりも、本作では実現されている。「キャラチェンジチャンス」での選択によって、その後の展開が変わり、展開によって一緒にいたキャラクターの「なかよし度」が増減する。
休日の「きせかえ」では、入手済みの衣装を用いた着せ替えとなっている。詳細はおしゃれにきせかえ!節を参照のこと。「休日」の行動選択では、「おでかけ」や「きゅうそく」を行うことが可能である。「おでかけ」は平日の「放課後」と同等、「きゅうそく」は平日の「きゅうけい」と同等である。
休日の「おでかけ」では、マップ上にランダムに登場するキャラクターを目当てに行き先を選択する以外に、平日のうちに、その週の週末に一緒に遊ぶ（デートする）約束を取り付けておき、その相手に会いに行くことも可能となっている。土曜日と日曜日で別々のキャラクターと約束することも可能である。約束の試みは平日の放課後に1日1回行うことが可能であるが、約束を取り付けられるかどうかは、そのキャラクターとの「なかよし度」やゲーム進行度などに大きく左右される。なお、約束を取り付けておきながらその約束をすっぽかしてしまうと、「なかよし度」は大きく下がってしまう。これは、「やるき」が0に達して行動できなかったなど、やむを得ない事情がある場合でも同様である。
マップ上に「×たま」が登場した場合、「×たま」を放置すると「×たま」が街に溢れてしまい、ジョーカーとしての役目を果たしていないことからガーディアン達の「なかよし度」が減少してしまう。そのため、「×たま」登場から一定日数以内に「×たまがり」を行う必要がある。「×たまがり」の方法は、前作ではアクション性のあるミニゲームであったが、本作ではルーレットゲームとなっており、プレイヤーの腕という要素はなくなっている。画面左のルーレットで主人公の攻撃が、画面右のルーレットで「×キャラ」の攻撃が決定される。主人公の攻撃が強力な攻撃「キャラなり」の場合はもう一度ルーレットを行い、画面左のルーレットでしゅごキャラが、画面右のルーレットで攻撃方法が決定される。なお、平日の「校舎」で「あそぶ」の選択を繰り返すことで、「キャラなり」の発生率が高まるようになっている。
ベストフレンドコンテストの前夜、一緒に出場するキャラクターを選択する場面が訪れる。選択したキャラクターからコンテスト出場を承諾してもらえるかは、その時点での「なかよし度」に左右される。ベストフレンドコンテストに出場してクリアすると、選択したキャラクターはクリア済みとなり、次のプレイにおいては「なかよし度」の左にクリア済みであることが表示される。購入済の衣装は次のプレイに引き継がれるほか、トータルクリア回数が1加算される。その他のパラメータ（コインなど）は、次のプレイ開始時に初期化される。

### ミニゲームであそぼう!
本作では前作同様、ゲーム本編に登場（解禁）したミニゲームは、メニュから選択することで独立してプレイすることが可能となる。なお、「だいえんそう」はしゅごキャラ!DSゲームの次作『しゅごキャラ! ノリノリ!キャラなりズム♪』同様、リズムゲームとなっている。
シュート
ランが右から転がすサッカーボールをベストタイミングを狙って蹴り、その飛距離を競うゲーム。
ドッジボール
3列のレーン上を行き来する「×きゃら」が記された的を目掛けてボールを投げ、一定時間以内の合計得点を競うゲーム。
おえかき
見本と同じようにタッチペンでなぞり、完成度合いをミキの採点で競うゲーム。
だいえんそう
ミキが画面右から流すマークを曲に合わせてベストタイミングで押すことで増えるゲージが、曲終了時に一定以上に達すればクリアとなるゲーム。
ハンバーガー
スゥが画面上部から落とすハンバーガーの素材を積み上げ、ハンバーガーを作るゲーム。
ケーキ
ケーキの上に飾るデコレーションを、見本と同じように配置するゲーム。

### おしゃれにきせかえ!
入手した衣装を着替えるモードである。「うえのふく」「したのふく」「くつ」「アクセサリ」の組合せをコーディネイトすることで、組合せによって「おしゃれ」パラメータが変動する。なお、一部の「うえのふく」はセット服の扱いとなっている。
一度入手した衣装はクリア後も失われることなく、高価な衣装であっても次のプレイの初期から着衣することが可能である。
また、一部の衣装はパスワード入力による解禁となっている。ゲーム発売当初は『なかよし』に掲載される形やしゅごキャラ!関連商品に同梱される形で発表されていたが、現在は既に公式サイト上で発表済みである。

### おもいでをみよう!
本編で閲覧済みのCGを観賞するモード「イラスト」と、本編で閲覧済みのムービーを観賞する「ムービー」が用意されている。
イラストは18種。ムービーは、キャラなり3種、オープニングおよびエンディングの、計5種。

## 音楽
にじいろキャラチェンジ
作詞 - 斉藤恵 / 作曲 - 柿島伸次 / 編曲 - 上杉洋史 / 歌 - あむ with ラン・ミキ・スゥ（伊藤かな恵・阿澄佳奈・加藤奈々絵・豊崎愛生）
本作のオープニング使用曲である。なお、アニメ第73話挿入歌、しゅごキャラ!DSゲームシリーズの次作『しゅごキャラ! ノリノリ!キャラなりズム♪』収録曲でもある。
最強LOVE POWER
作詞 - 斉藤恵 / 作曲 - 柿島伸次 / 編曲 - 上杉洋史 / 歌 - あむ with ラン・ミキ・スゥ（伊藤かな恵・阿澄佳奈・加藤奈々絵・豊崎愛生）
本作の本編エンディング使用曲である。なお、アニメ第62話挿入歌でもある。